# Kollektivtrafik

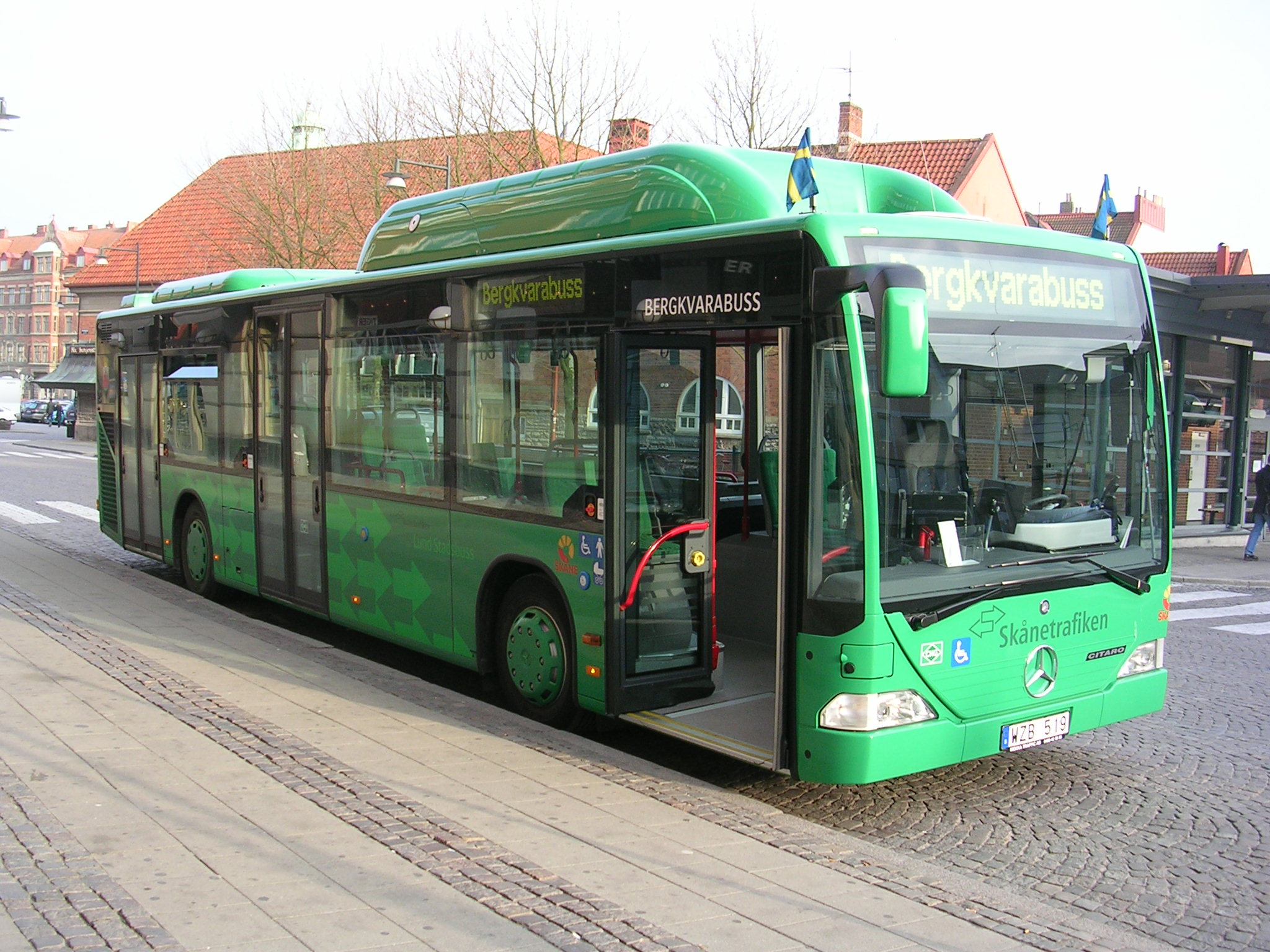
Vanligt transportmedel inom kollektivtrafik är buss.

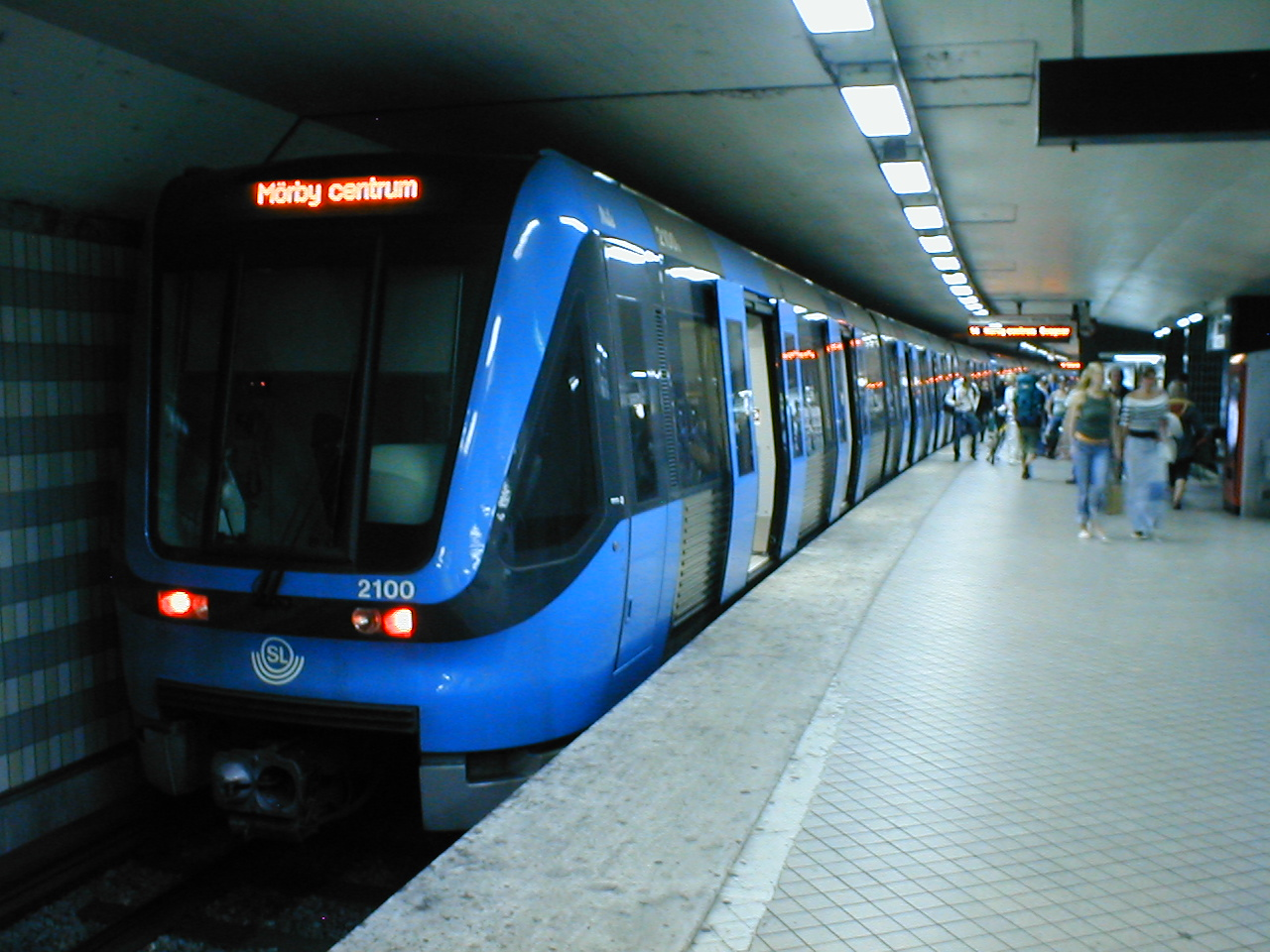
Tunnelbana är kollektivtrafik som ofta finns i större städer, här Stockholms tunnelbana.

Kollektivtrafik är organiserad persontransport som tillhandahålls för allmänheten och som innebär att passagerare reser tillsammans i samma fordon.  Vanligtvis avses främst transporter som människor gör för kortare dagliga resor. Vanliga fordon är bussar, spårvagnar, tåg, båtar och flygplan. Även hissar och skidliftar kan ibland utgöra en del av kollektivtrafiken liksom olika varianter av linbanor. Även trafik med delade fordon som till exempel bilpooler och mikromobilitetstjänster med cyklar och elsparkcyklar kan ingå i kollektivtrafiken. Kollektivtrafik kan vara offentligt, kommersiellt eller ideellt organiserad.
Inom EU finns ett regelverk som reglerar viss kollektivtrafik inom EU. I EU:s kollektivtrafikförordning definieras kollektivtrafik som persontransporter av allmänt ekonomiskt intresse som erbjuds allmänheten fortlöpande och utan diskriminering. Den får inte heller vara begränsad till en viss personkrets på sådant sätt att det krävs särskilt tillstånd för att få åka med.   
EU:s kollektivtrafikförordning omfattar alltså inte alla typer av kollektivtrafik, bland annat inte flyg.

## EU:s definition
Gällande laglig definition i EU av kollektivtrafik för landtransporter är enligt EU:s kollektivtrafikförordning "persontransporttjänster av allmänt ekonomiskt intresse som erbjuds allmänheten fortlöpande och utan diskriminering". Definitionen omfattar enbart trafik som är öppen för allmänheten, men det spelar ingen roll hur den finansieras.
Den tidigare definitionen hade utformats av Statens institut för kommunikationsanalys (SIKA) och löd "i förväg organiserade, regelbundet tillgängliga transporter som erbjuds allmänheten eller en särskild personkrets enligt givna regler". I den definitionen ingick även trafik som kräver tillstånd och anordnas efter prövning – till exempel färdtjänst, skolskjuts och sjukresor – och vilken tidigare ibland gick under benämningen "särskild kollektivtrafik" (bland annat i alla SIKA:s publikationer). Då denna trafik inte uppfyller EU:s krav att kollektivtrafik ska vara öppen för allmänheten är den nu vedertagna benämningen Särskilda persontransporter för sådan trafik som kräver tillstånd.
Nyckelegenskaper hos kollektivtrafik är att förutsättningarna för resan, den kollektiva nyttigheten, är givna och kända i förväg samt erbjuds den resande regelbundet genom köp av biljett, avgift, via en föreskriven rättighet eller erbjuden förmån. Trafik där utbud, tidpunkt, pris, resmål och färdväg inte är organiserat och utannonserat i förväg mot allmänheten, eller regelbundet tillgängligt, utan bestäms av resenärerna eller trafikutövaren vid varje tillfälle, inryms inte i definitionen ovan. Exempel på sådan trafik som inte ingår är abonnerade bussar för givna ändamål, privat samåkning och taxiresor. Även anropsstyrd trafik, flextrafik m.m., kan under vissa omständigheter vara kollektivtrafik enligt kollektivtrafiklagen, även om den varken är linjetrafik eller beställningstrafik enligt yrkestrafiklagen.

## Typer av kollektivtrafik

### Sjöfart
Sjöfart är ett brett begrepp för fartyg som förflyttar sig på vatten. Inom kollektivtrafikbegreppet inkluderas passagerarfartyg som färjor och båtbussar.

### Flyg
Enligt EU:s kollektivtrafikförordning definieras inte flyg som kollektivtrafik. Ett flygbolag tillhandahåller transporter med flygplan mellan flygplatser. Flygresor är snabba, men medför ofta långa väntetider före och efter resor, och är därför normalt tidseffektiva endast över längre sträckor eller i områden där andra transportsätt saknas. Så kallade bush-flyg fungerar mer på samma sätt som busshållplatser; ett flygplan väntar på passagerare och lyfter när flygplanet är fullt.[källa behövs]

### Tåg
Persontågstrafik betyder transport av resenärer på fordon som kör på järnvägsspår. Tåg har en hög kapacitet på både lång- och kortdistans transporter. Urban järnväg inkluderar regionala pendeltåg, snabbtåg, tunnelbana, spårvagn, magnettåg och liknande.  Pendeltåg, intercitytåg och snabb- eller höghastighetståg skiljer sig vanligtvis i turtäthet, hastighet, distans och antal stopp under resan. Pendeltåg är del av en stads kollektivtrafiksystem medan intercitytåg kör mellan olika städer. Höghastighetståg är betydligt snabbare än andra tågtyper (minst 200 km/tim) och täcker långa sträckor.

### Buss
Bussar används på vanliga gator för att transportera resenärer på kortare resor. Bussar har vanligtvis en mindre kapacitet (jämfört med spårvagn, tåg eller tunnelbana). Investering i infrastruktur är lägre då bussarna kör på vanliga vägar och det är relativt prisvärt att bygga hållplatser. Bussar används mest i mindre städer, tätorter eller glesbygd. I storstäder används bussar för att stödja andra färdmedel. Bus-Rapid-Transit eller BRT är ett busskoncept som karaktäriseras av hög medelhastighet, hög turtäthet, raka/tydliga linjesträckningar, prioriterade busskörfält, stationer snarare än hållplatser och god komfort. BRT implementeras i storstäder för att kapaciteten kan jämföras med spårvagn. Trådbussar är elektriska bussar som får elen från trådledningar ovanför körfältet.
Långdistansbussar används för längre resor mellan stad och förorter, mellan städer eller även länder. Dessa bussar är vanligtvis utrustade med bekvämare säten, bagageutrymmen och toaletter. Vanligtvis stannar och kör långdistansbussar mindre ofta än stadsbussar.

### Annat

#### Skräddarsydd kollektivtrafik
Skräddarsydd kollektivtrafik är anpassad efter personliga resbehov. Skräddarsydd kollektivtrafik fokuserar ”sista-milen”, d.v.s. att kunna åka kollektivtrafik ända fram till slutdestinationen. Ett sätt är att knyta ihop den traditionella kollektivtrafiken, d.v.s. buss, tåg och tunnelbana med olika lånesystem. Sådana lånesystem inkluderar ofta elektrificerade fordon som elcykel, elmoped eller elbil. Andra åtgärder som kan ingå i en skräddarsydd kollektivtrafik är infartsparkering (”park-and-ride”) eller bildelning (carsharing) som i dag växer tack vare tjänster för bokning och betalning på nätet och i mobilappar.

#### Anrops- eller efterfrågestyrd kollektivtrafik.
Fordonens (oftast bussar) rutter avgörs efter passagerarnas efterfrågan. Efterfrågestyrd kollektivtrafik kan erbjuda matartrafik, service under lågtrafik, service till speciella ställen (till exempel arbetsplatser) eller helt ersätta traditionell kollektivtrafik . I Sverige finns det flexlinjer och planer på närtrafik. Efterfrågestyrd kollektivtrafik har en potential i glesbygd och för olika marknadssegment. Vanligt är att applicera anropsstyrdtrafik för att effektivisera transporter till flygplatser eller för sjukresor. Ett efterfrågesystem med hög kvalitet kan inkludera integrerade tidtabeller med anslutande service, bekväma fordon och med garantier att nå anslutningen i tid.
I Europa finns det flera system, till exempel i England (InterConnect), i Tyskland (RUF-BUS), och i Frankrike (TaxiTub). I Kina har man utvecklat ett system som kallas för ”customized bus” .  Systemet har implementerats i 22 kommuner. Resmål, avgångs- och ankomsttider meddelas genom informationsplattformar som också kan locka fler resenärer. Vägvalen är dynamiska och beror på antal passagerare som har reserverat plats. Betalning sker via online-bank, kreditkort och smarta kollektivtrafikkort. 

#### Integrerade mobilitetslösningar
Integrerade mobilitetstjänster (IMS) bygger megatrender som tvingar transportsystemet att förändras. IMS handlar bland annat om ökad urbanisering; framväxten av en delad ekonomi; ökat tjänsteinnehåll (försäljning av mobilitet snarare än en bil); och digitalisering (som beror av den snabba tekniska utvecklingen, t.ex. uppkopplade saker). Integrerade mobilitetstjänster innebär att mobilitet paketeras på nytt sätt, med ett stort fokus på tjänsteinnehåll, och att föra samman olika färdmedel. Till exempel Uber och Lyft. Affärspotentialen i globala, digitala och plattformsföretag bedöms som högre än potentialen i lokala transporttjänster, och därför kommer fokus sannolikt att flyttas från transporttjänster och tillverkning till organisering och plattformstjänster för mobilitet.
Integrering kan också ske på andra sätt till exempel samordnade transporter med enhetliga tidtabeller och biljettsystem; integrerade offentliga och privata transporter; markanvändning och integration av transporter. Till exempel byggdes i Nynäshamn stationsnära cykelparkeringar med syfte att integrera cykeltrafiken med kollektivtrafik.
Jäppinen et al. pekar på ökad flexibilitet och tidsbesparingar för tidigare bilister som övergår till det integrerade cykel/kollektivtrafiksystemet. Programmet SR2T (Safe Route to Transit) som implementerats i San Francisco  fokuserade på minskad miljöpåverkan genom säkrare gång- och cykeltrafik till kollektivtrafiknoder. Programmet innefattade investeringar i trottoarer, trafikljus, blinkande varningsljus, nedräkning vid övergång för fotgängare, farthinder och hastighetsvarningssignaler. En utvärdering visade hur dessa åtgärder förbättrade trafiklandskapet, minskade risker, gav en bättre luftkvalitet och ökade andelen gång, cykel och kollektivtrafik.
Synkroniserade tidtabeller binder ihop olika kollektivtrafiksystem är en lösning som implementerats i Tyskland, Danmark, Holland och Schweiz. Biljetter har också integrerats och man kan köpa biljett för hela resan. Sverige har implementerat resrobot.se som är ett system som knyter samman mer än 3500 orter. Alla färdmedel inkluderas och resenären köper en biljett för hela resan oavsett hur de väljer att resa.
Andra innovationer som möjliggör en integration av kollektivtrafik med andra färdmedel är till exempel multimodala terminaler som har blivit allt vanligare i Europa (till exempel i Zürich, Schweiz och London), utveckling av nya informationssystem (till exempel realtidsapplikationer för reseplanering som nu finns i flera svenska städer), bättre koordinering av tidtabeller och kombinerade biljettsystem (till exempel nätverkskort i Tyskland). I London har man implementerat ett betalsystem som underlättar snabb service utan köer. Systemet förser dessutom alltid resenären med det lägsta biljettpriset. Betalningssystemet har resulterat i lägre kontantbetalningar (har sedan introduktionen 2003 sjunkit till mindre än 1 procent). Att så många använder systemet har också möjliggjort innovativa realtidsinformationslösningar .

## Geografisk omfattning och ansvar
Kollektivtrafik kan ha olika geografisk omfattning, till exempel inom ett län/region, mellan flera regioner, eller med utlandet. Till exempel kan lokala bussresor, inrikesflyg, trafiken med fartyg till andra länder, expressbussar, all järnvägstrafik och charterflyg betraktas som kollektivtrafik i olika sammanhang. Emellertid lyder regional kollektivtrafik och kollektivtrafik på järnväg, vatten och i luften under olika lagar och EU-förordningar.
Ansvaret för kollektivtrafik i denna mycket vida betydelse vilar i vissa fall på samhället, i andra fall på kommersiella aktörer. Ansvaret för trafik inom en region kan sägas vila på en offentlig trafikhuvudman (I Sverige regional kollektivtrafikmyndighet, RKM). Ansvaret för trafik mellan regioner kan vila på kommersiella aktörer, med undantag för samhällets stöd till viss viktig olönsam trafik, och i de fall då trafikhuvudmän i olika län går samman för att bedriva trafik (i synnerhet stor-regional järnvägstrafik). Internationell trafik sköts ofta helt kommersiellt (ett undantag är Öresundstågen som även kan betraktas som regional trafik).

## Miljöaspekter
Kollektivtrafik uppmuntras ofta ur miljösynpunkt, eftersom det kan innebära att kollektivtrafikfordon ersätter flera bilar och andra fordon. I större städer är kollektivtrafik dessutom ofta en nödvändighet för att motverka trängsel. Det är dock långt ifrån alltid som kollektivtrafikens fordon eller farkoster är mer miljövänliga. Kollektivtrafikens miljöprestanda beror på flera faktorer, till exempel typ av fordon, val av bränsle, resrutt och fordonens beläggningsgrad. En hög beläggningsgrad kommer å andra sidan i konflikt med samhällets krav på en grundläggande tillgänglighet, även under tider och på platser där efterfrågan är låg.[källa behövs]
I jämförelse mellan privata och kollektiva transporter, oberoende av service- och användningsgrad, så är kollektivtrafikens energianvändning per capita och koldioxidutsläpp oftast mindre än privatbilismens användning. Det visar en studie som jämförde transporter, urban form, energianvändning och utsläpp av växthusgaser i 84 studier på olika kontinenter.
Under den internationella klimatkonferensen  beskrevs åtgärder som kan minska miljöpåverkan inom transport, vilket inkluderar kollektivtrafiken, som viktig för att motverka global uppvärmning. I Sverige jobbar bland andra Svensk Kollektivtrafik, Sveriges Kommuner och Regioner (SKR), Svenska Bussbranschens Riksförbund, Svenska Taxiförbundet och Trafikverket med frågan hur kollektivtrafikens miljöpåverkan kan minskas. Det finns två alternativ:
1. Maximera kollektivtrafikens energiprestanda [27][28] eller
2. Minimera energiförbrukning genom ändrade resvanor[29].

Bland annat påverkar förarens körstil kollektivtrafikens energiprestanda. Sparsam körning eller EcoDriving är en körteknik för lägre bränsleförbrukning. För kollektivtrafikföretag innebär en lägre bränsleförbrukning en minskning av bränslekostnader och mindre slitage på fordonet. Samtidigt minskar växthusgasutsläppet. 
Andra åtgärder som kan bidra till en energieffektivare kollektivtrafik är: ökad beläggning i fordonen, effektivare planering av trafik, åtgärder i infrastruktur samt att främja teknikutvecklingen och bidra till en ökad användning av förnybara drivmedel (till exempel biodrivmedel, el, och vätgas).